# Arturo Castro
Arturo Castro, född 26 november 1985, är en guatemalansk skådespelare.
Arturo Castro är son till en psykiater och parfymerare och växte upp i Guatemala City tillsammans med tre äldre systrar. Efter att ha studerat juridik ett år lämnade han Guatemala och flyttade till New York 2005, vid 19 års ålder. I USA studerade han vid American Academy of Dramatic Arts.
Castro har bland annat spelat rollen som Jaime Castro i humorserien Broad City och David Rodriguez i kriminalserien Narcos. År 2019 hade sketchserien Alternatino premiär på Comedy Central. Castro skrev, producerade och spelade majoriteten av rollerna i serien.

## Filmografi (i urval)
- 2014–2019 – Broad City (TV-serie)
- 2017 – Tjejresan
- 2017 – Narcos (TV-serie)
- 2019 – Silicon Valley (TV-serie)
- 2019 – Alternatino (TV-serie)
- 2019 – Tre sekunder
- 2019 – Lady och Lufsen
- 2020 – Flipped (TV-serie)
- 2022 – Weird: The Al Yankovic Story (TV-film)
- 2024 – Road House